# Roomba
Roomba é um aspirador robótico fabricado e vendido pela iRobot. Roomba foi lançado pela primeira vez em 2002, sendo atualizado e com novos modelos a partir de 2003 e 2004.

## Modelos
- Primeira Geração
  - Roomba (2002, melhorado em 2003)
- Segunda Geração
  - Roomba Pro (2003)
  - Roomba Pro Elite (2003)
- Terceira Geração
  - Roomba Red (2004, melhorada em 2005)
  - Roomba Sage (2004, melhorada em 2005)
  - Roomba Discovery (2004, melhorada em 2005)
  - Roomba Discovery SE (2004, melhorada em 2005)
  - Roomba Pink Ribbon Edition (2005)
  - Roomba 2.1 (2005)
  - Roomba Scheduler (2005)

- SÉRIE 500 (2007-2010) - Modelos em comercialização na Europa
  - Roomba 520
  - Roomba 521
  - Roomba 530
  - Roomba 531
  - Roomba 534 Elite
  - Roomba 555
  - Roomba 560
  - Roomba 564 pet
  - Roomba 581

- SÉRIE 600-700 (2011-2012) - Modelos em comercialização na Europa
  - Roomba 760
  - Roomba 770
  - Roomba 780
  - Roomba 790
  - Roomba 620
  - Roomba 630
  - Roomba 650
  - Roomba 660
  - Scooba 230
  - Scooba 390

- BRAAVA-LOOJ (2013)
  - Braava 320
  - Braava 380
  - Looj 330